# Montevirginio
Montevirginio är en frazione i kommunen Canale Monterano inom storstadsregionen Rom i regionen Lazio i Italien. 
Den helige Egidius är Montevirginios skyddspatron.

### Webbkällor
- ”L'Eremo di Montevirginio” (på italienska). Comune di Canale Monterano. Arkiverad från originalet den 27 januari 2020. https://archive.today/20200127061904/https://www.comune.canalemonterano.rm.it/per-il-turista/storia/l-eremo-di-montevirginio.html. Läst 27 januari 2020.